# Picea smithiana
Picea smithiana är en tallväxtart som först beskrevs av Nathaniel Wallich, och fick sitt nu gällande namn av Pierre Edmond Boissier. Picea smithiana ingår i släktet granar, och familjen tallväxter. IUCN kategoriserar arten globalt som livskraftig. Inga underarter finns listade i Catalogue of Life.

## Bildgalleri

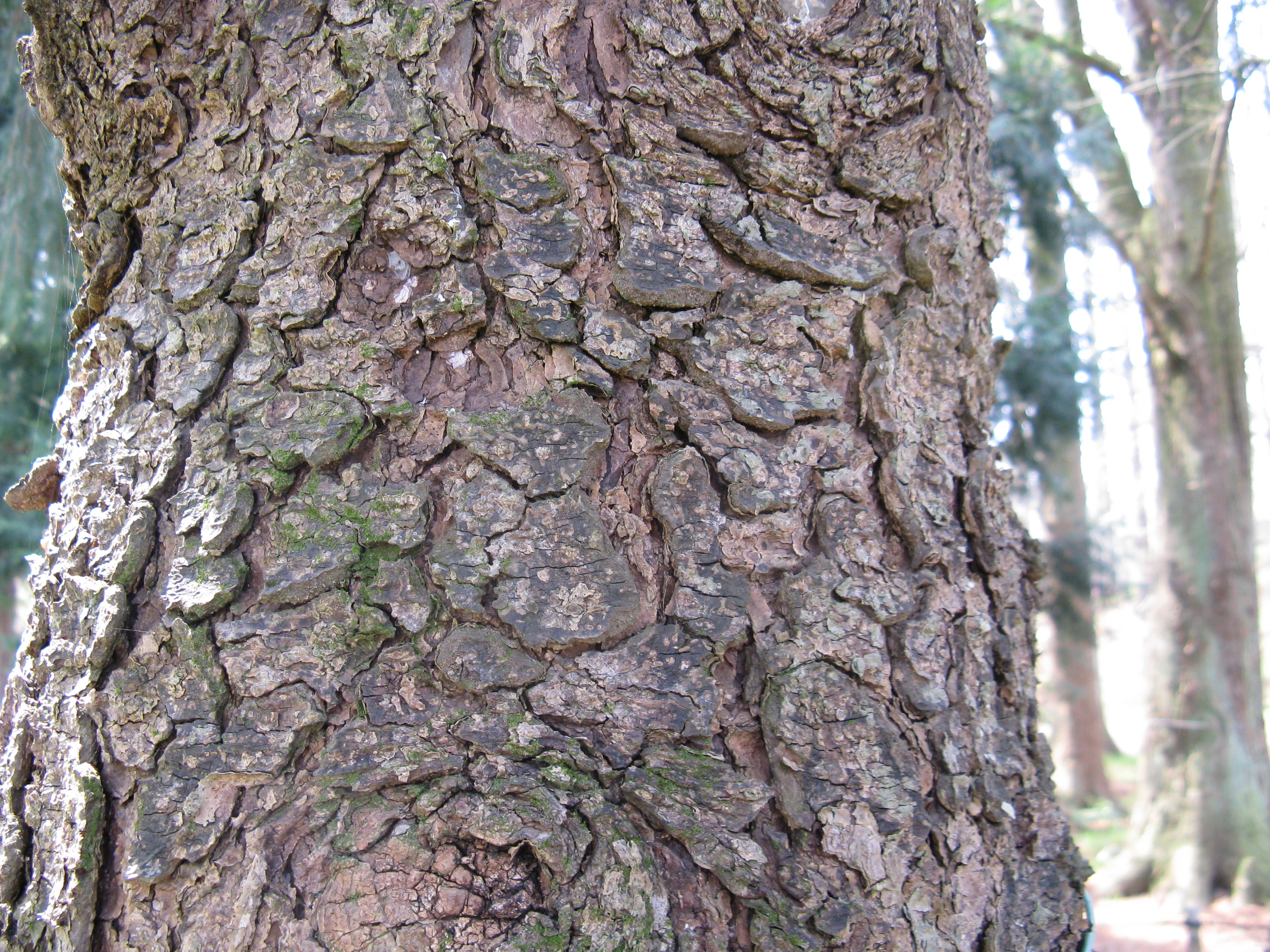
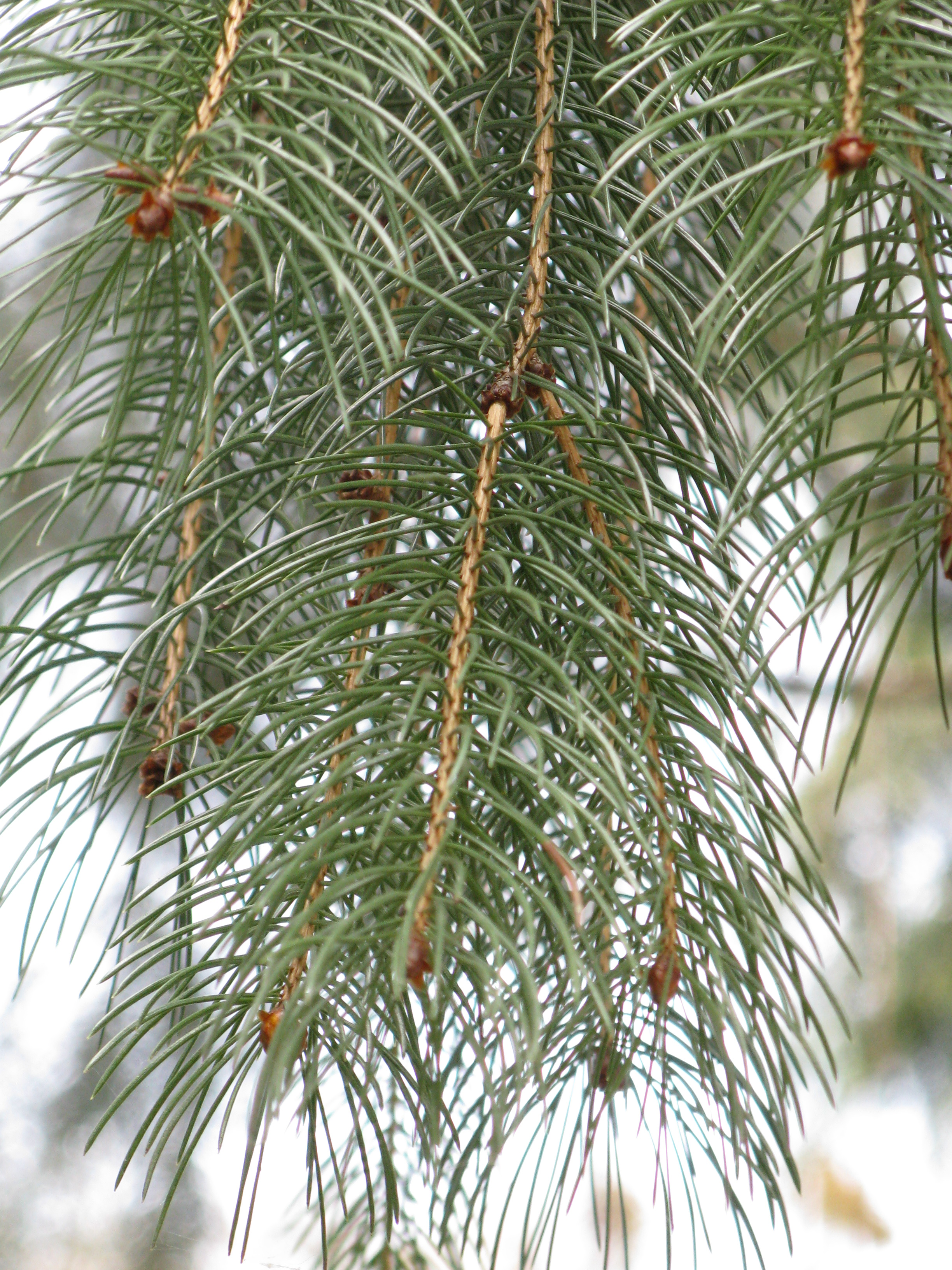
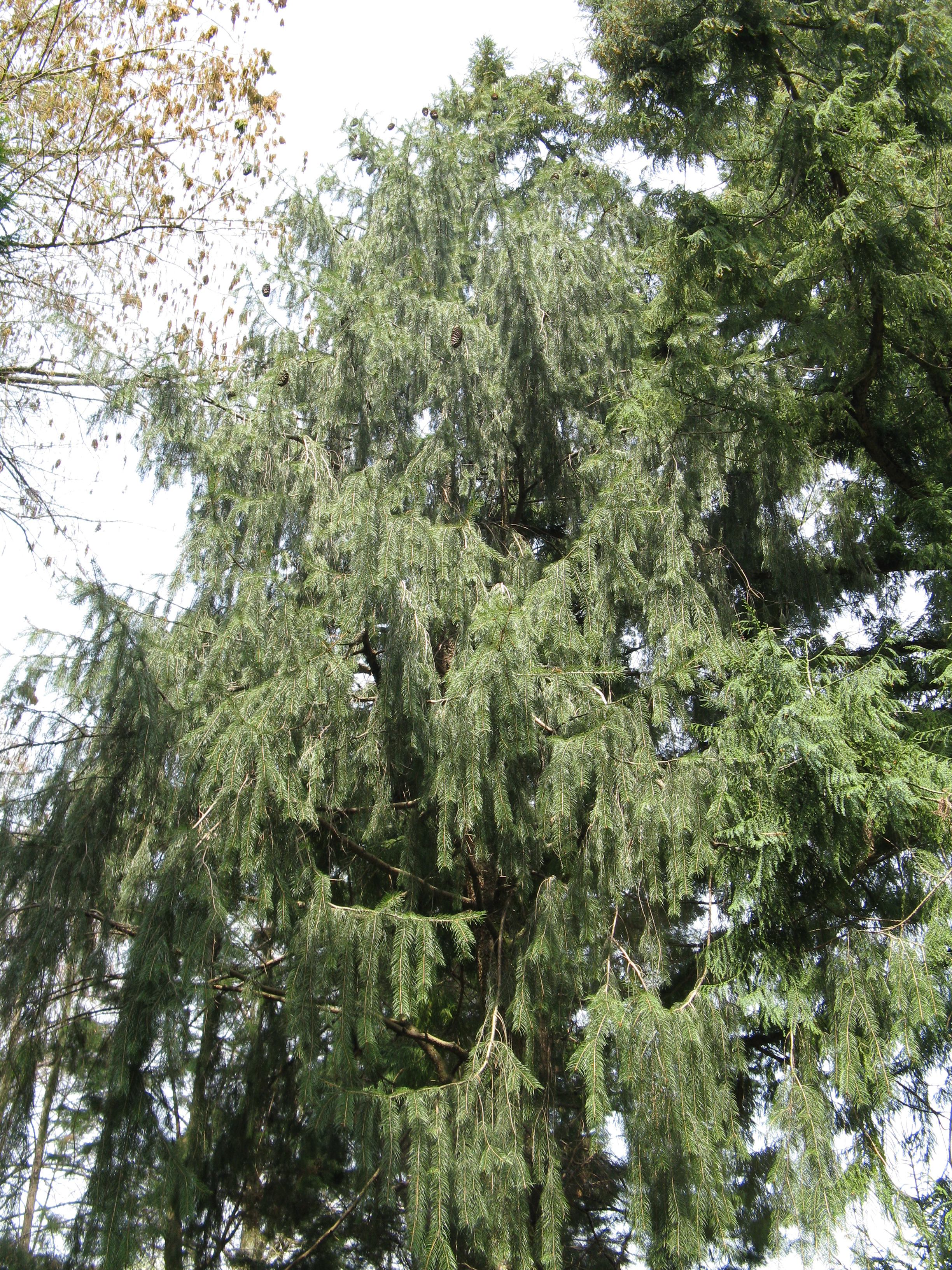
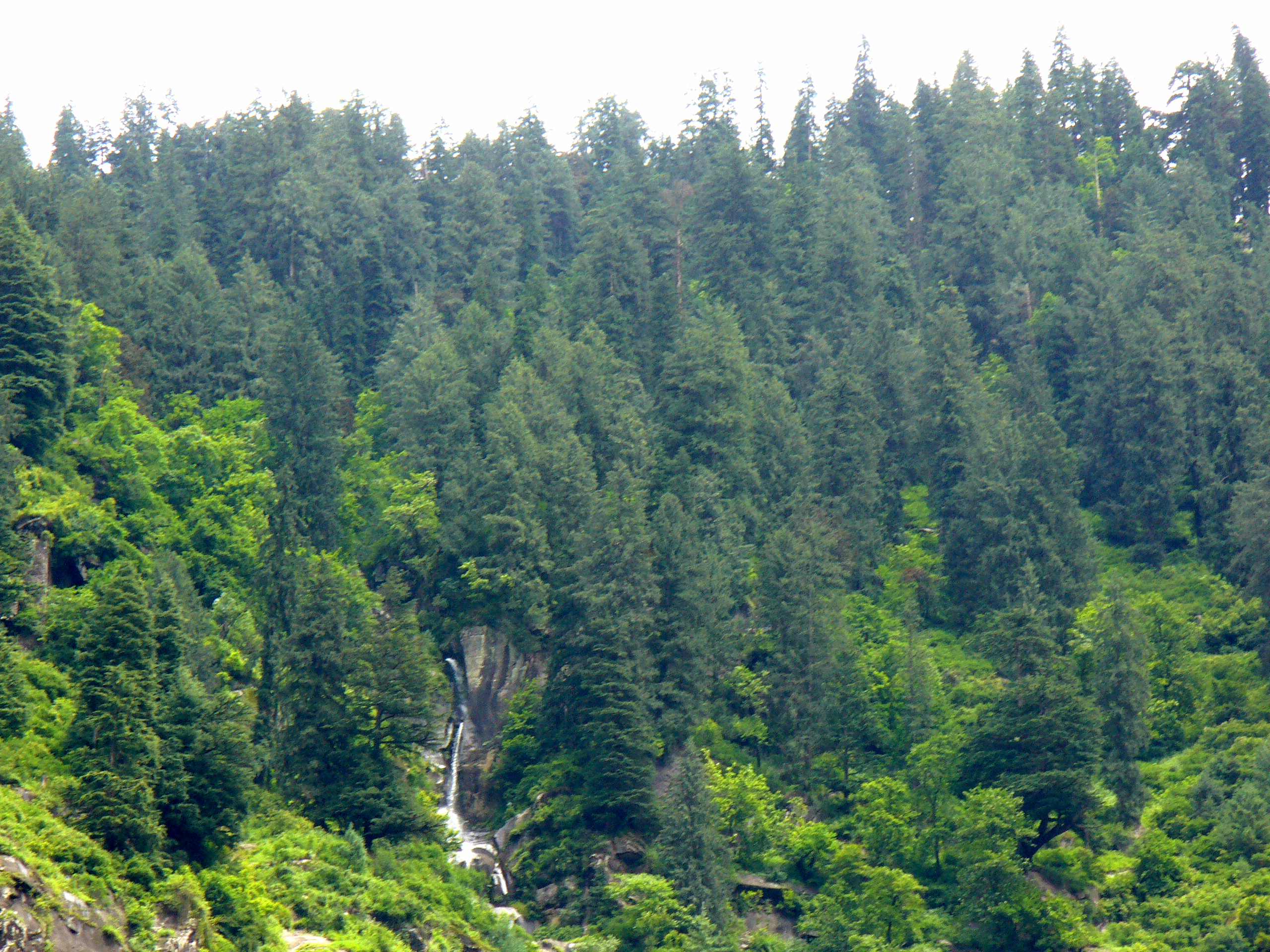
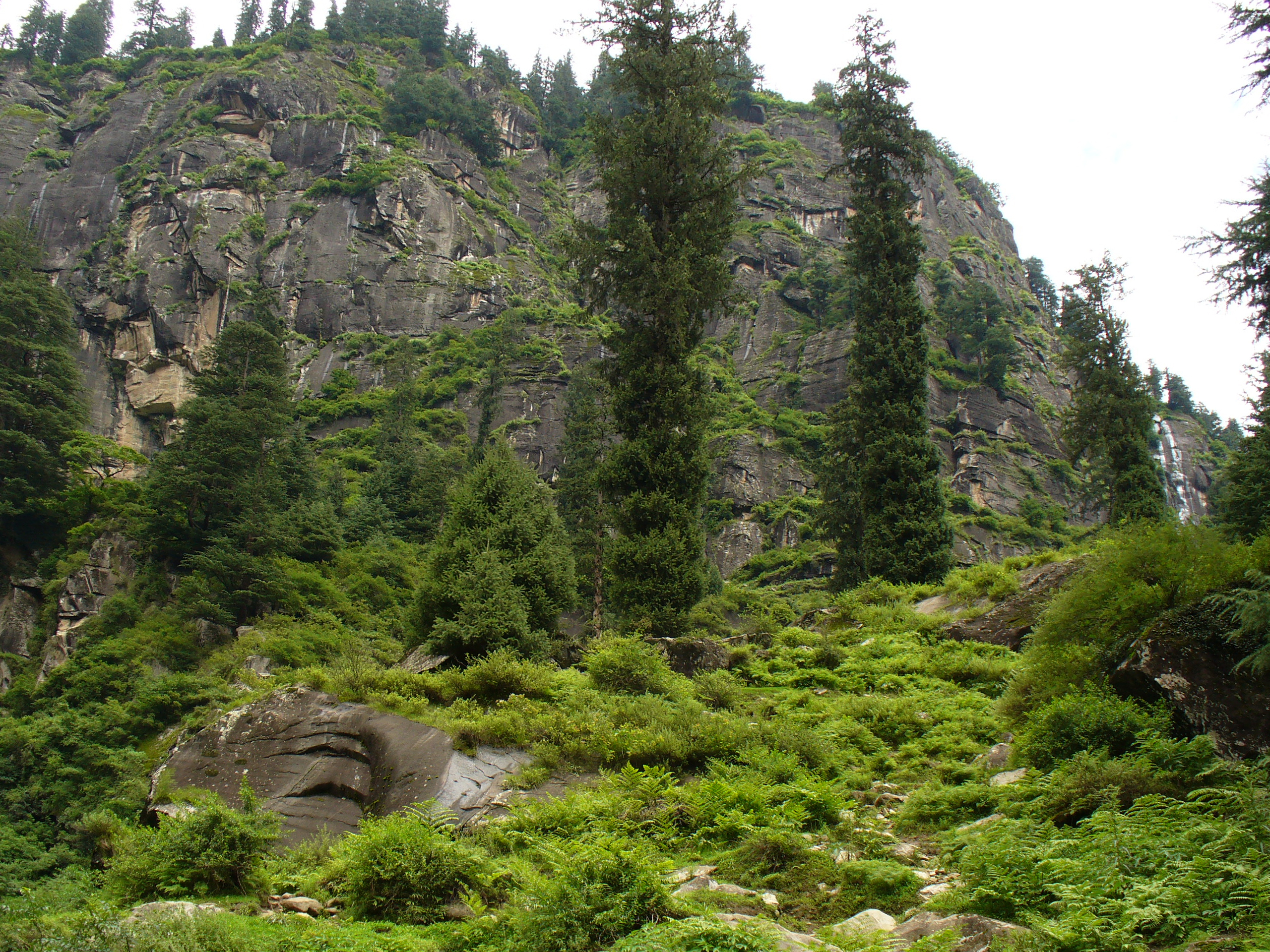
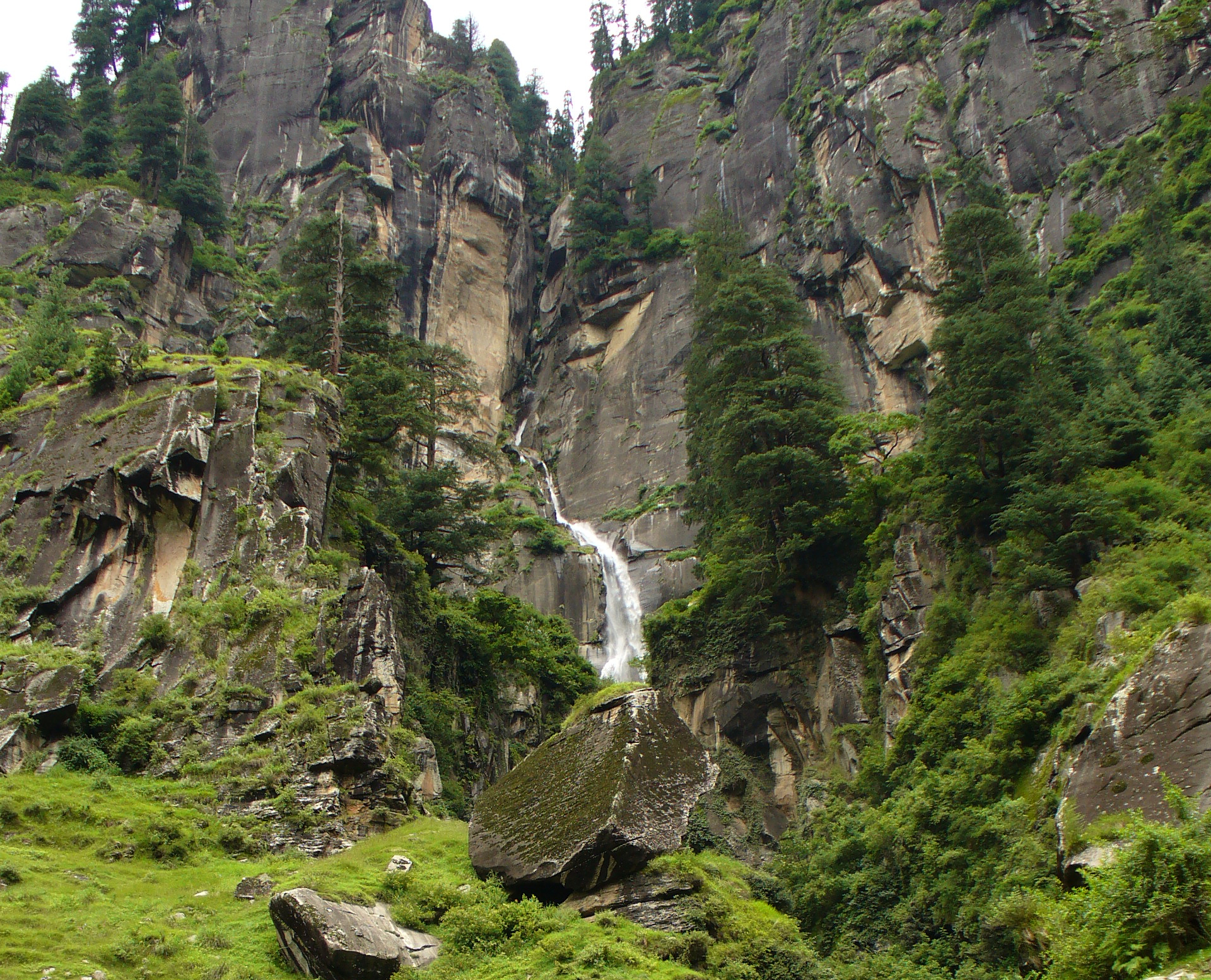